# NGC 5808
NGC 5808 (również NGC 5819, PGC 53251 lub UGC 9609) – galaktyka spiralna z poprzeczką (SBbc), znajdująca się w gwiazdozbiorze Małej Niedźwiedzicy.
Odkrył ją William Herschel 16 marca 1785 roku. Niezależnie odkrył ją Heinrich Louis d’Arrest 6 października 1861 roku. Pozycja podana przez Herschela była niedokładna i różniła się od tej wyliczonej przez d’Arresta na tyle, że John Dreyer w swoim New General Catalogue skatalogował obie te obserwacje jako, odpowiednio, NGC 5808 i NGC 5819. 